# Pedro Silva Pereira
Manuel Pedro Cunha da Silva Pereira (ur. 15 sierpnia 1962 w Lizbonie) – portugalski polityk i prawnik, poseł do Zgromadzenia Republiki, minister ds. prezydencji, działacz Partii Socjalistycznej, deputowany do Parlamentu Europejskiego VIII i IX kadencji.

## Życiorys
W 1985 ukończył studia prawnicze na Uniwersytecie Lizbońskim, magisterium z prawa uzyskał na tej samej uczelni w 1993. W 1984 został pracownikiem naukowym macierzystego uniwersytetu, a dwa lata później nauczycielem akademickim na prywatnym Universidade Autónoma de Lisboa. W 1986 uzyskał uprawnienia radcy prawnego. Pracował w tym zawodzie m.in. w ministerstwie środowiska i biurze wicepremiera (do 2002). W międzyczasie od 1992 do 1996 był redaktorem informacji w stacji telewizyjnej TVI.
Zaangażował się w działalność Partii Socjalistycznej, w 2004 dołączył do sekretariatu krajowego tego ugrupowania. W 2002 po raz pierwszy został wybrany na deputowanego do Zgromadzenia Republiki IX kadencji, uzyskał reelekcję w 2005 na X kadencję. W 2005 premier José Sócrates powierzył mu urząd ministra ds. prezydencji, sprawował go w XVII i XVIII gabinecie do 2011. W tym samym roku powrócił do parlamentu XII kadencji.
W wyborach europejskich w 2014 z ramienia socjalistów uzyskał mandat eurodeputowanego VIII kadencji. W 2019 z powodzeniem ubiegał się o reelekcję.